# 河西智美
河西 智美（かさい ともみ、1991年〈平成3年〉11月16日 - ）は、日本のタレント、歌手、女優。女性アイドルグループAKB48の元メンバーである。
東京都府中市出身。ホリプロ所属。

## 来歴
小学生時代に6回の転校を経験しており、小学校5・6年生の時は山梨県に住んでいた。小学校卒業と同時に東京に転居する。

### AKB48時代
2006年2月26日、友人の紹介で応募した『第二期AKB48追加メンバーオーディション』に合格。同年4月1日、AKB48劇場でのチームK初日公演において、公演デビュー。2007年5月、1期生だった大島麻衣、板野友美と共にホリプロへ移籍。グループのみならず個人としての活動も本格化させる。

2009年6月から7月にかけて実施された『AKB48 13thシングル選抜総選挙「神様に誓ってガチです」』では10位で、メディア選抜入りを果たした。同年7月からは、先述の板野や宮崎美穂とともに、全国納豆協同組合連合会のキャンペーンユニット「ナットウエンジェル」を結成した。
2009年8月23日、読売新聞創刊135周年記念コンサート『AKB104選抜メンバー組閣祭り』の夜公演にて、2010年4月よりチームBに異動することが発表され、翌2010年4月からチームBのメンバーとして活動を開始した。
2010年3月31日、板野とともにテレビドラマ『仮面ライダーW』の劇中での役名である「Queen & Elizabeth」名義でシングルをリリース。同年4月11日、中野サンプラザで行われた『仮面ライダーW』のイベント中に不調を訴え虫垂炎で緊急入院。手術を受け、7日間の絶対安静を言い渡された。
2010年5月から6月にかけて実施された『AKB48 17thシングル選抜総選挙「母さんに誓って、ガチです」』では12位で、2年連続メディア選抜入りを果たし、同年9月21日に開催された『AKB48 19thシングル選抜じゃんけん大会』では13位で、シングル選抜入りを果たした。
2011年5月から6月にかけて実施された『AKB48 22ndシングル選抜総選挙「今年もガチです」』では16位で、シングル選抜入りを果たし、同年9月20日に開催された『AKB48 24thシングル選抜じゃんけん大会』ではベスト16で、選抜入りを果たした。だが同年10月5日付のブログで骨盤腹膜炎と診断されていたことを発表。約1か月の休養を経て、11月8日付のブログで復帰を報告。
2012年4月29日から5月27日まで開催された日本中央競馬会 (JRA) 主催の「AKBのガチ馬」で最も多くのポイントを獲得して優勝し、秋の「SMART! JRA」CM出演が決定した。同年5月から6月にかけて実施された『AKB48 27thシングル選抜総選挙』では12位で、選抜入りを果たした。同年8月24日、グループ初のドーム公演となった『AKB48 in TOKYO DOME 〜1830mの夢〜』初日公演において、チームAに異動することが発表され、11月1日よりチームAに異動。同月2日、チームAウェイティング公演のスターティングメンバーとして新チームでの活動を開始する。

### ソロデビュー〜AKB48卒業
2012年11月10日に東京ビッグサイトで開催された『「ギンガムチェック」劇場盤 発売記念大握手会』において、ソロデビューすることが発表される。同月25日、東京競馬場5回8日目の競走終了後にパドックでソロライブを開催。ソロデビューシングル表題曲は「まさか」であることを発表。同年12月26日、日本クラウンからソロデビューシングル「まさか」をリリース。
2012年12月17日、TOKYO DOME CITY HALLで行われた『第2回AKB48紅白対抗歌合戦』においてAKB48を卒業することを発表し、翌2013年5月3日に開催された卒業公演をもって、7年間にわたるAKB48メンバーとしての活動を終えた。同月8日、2ndシングル「Mine」をリリース。

### 卒業後のソロ活動
2013年8月にファンクラブの設立を発表した。
AKB48卒業後も引き続き歌手活動を行い、2014年1月14日に3rdシングル「キエタイクライ」を、9月17日に4thシングル「今さらさら」をリリース。そして、2017年11月15日に1stアルバム「STAR-T!」をリリースした。また、ミュージカル役者としても活動。2018年には「ピーターパン」にウェンディ役で出演、2021年に「アニー」にリリー役で出演するなどした。
2020年11月15日、自身のYouTubeチャンネル『チユウチャンネル』を開設した。
2021年5月22日、ぴあアリーナMMで行われた『峯岸みなみ卒業コンサート〜桜の咲かない春はない〜』に出演し、AKB48現役メンバーとともに「Choose me!」を歌った。

## 人物
- 一人称は「とも」[14]。
- 特技は和太鼓で[15]、中学生時代はクラブで和太鼓の演奏をしていた[16]。
- 好きなアーティストは、SPEEDの島袋寛子[17]。
- 女の子らしい服装やアニメ声といった要素からぶりっ子キャラを作っていると思われているが、本人は素の姿だと言っている[18]。
- 芸能人女子フットサルチーム「XANADU loves NHC」に所属。背番号はAKB48にちなんで「48」。一時期、『メルシートゥフェスタ』において最も大きい番号を背負っていた[注 2]。2008年6月15日に開催された『メルシートゥフェスタ2008』の2ndステージ準決勝・対carezza戦では、同点のまま決着がつかずPK戦となり、ここで自身初のゴールを記録。チームも決勝に進出し当季初のステージ優勝、そして優秀選手賞を獲得した[19]。

### 家族・親族
- 夫は2021年に結婚した俳優の小山圭太[20]、2022年に第1子となる女児を出産[21]。
- 姉は元歌手の河西里音[22]。

### 出来事
- 2012年11月8日放送の『いきなり!黄金伝説。』（テレビ朝日）1ヶ月1万円生活の企画5日目に「自宅に荷物を取りに帰る」と姿を消し、同日の放送分でそのまま続行を断念することが発表され、合わせて自身ブログで釈明した[23][Blog 6]。
- 『週刊ヤングマガジン』2013年7号に掲載された、写真集『とものこと、好き？』の告知ページが社会通念上不適切な表現との判断から、7号は販売されず欠番となった[24]。当該写真は児童ポルノ法に抵触するのではという疑惑が浮上したが、立件は見送られた[25]。また、この写真集のリリースも白紙撤回された[26]。

### AKB48
- AKB48在籍時のキャッチフレーズは、「タレ目がチャームポイントのとも〜みちゃんこと河西智美です」[27]。
- メンバーの中では、板野友美とは親友でプライベートでも遊ぶ機会が多く、二人合わせて「Wともみ」と呼ばれる[14]。
- 小野恵令奈[28]や、中田ちさと[29]からは「推しメン」とされている。前田敦子は「男だったらドストライクな河西と付き合いたい」とオフィシャルブログに記している[Blog 7]。
- 小林香菜と「チユウ隊」を結成していた[Blog 8]。
- 自身の卒業発表について、同期であり元AKB48・SDN48のメンバーであった大堀恵にはAKB48劇場7周年記念公演の帰り道に事前に話していた[Blog 9]。

## AKB48在籍時の参加楽曲

### シングルCD選抜楽曲
- 会いたかった
- 制服が邪魔をする
  - Virgin love - 「チームK」名義
- 軽蔑していた愛情
- BINGO!
- 僕の太陽
  - 未来の果実
- 夕陽を見ているか?
  - ビバ! ハリケーン - 「ひまわり組」名義
  - 夕陽を見ているか?（ひまわり2.1Mix）
- ロマンス、イラネ
  - 愛の毛布 - 「ひまわり組」名義
  - ロマンス、イラネ（ひまわり 2nd 2.0Mix）
- 桜の花びらたち2008
  - 最後の制服
- Baby! Baby! Baby!
  - 夢を死なせるわけにいかない
- 大声ダイヤモンド
  - 大声ダイヤモンド (team K ver.) - 「チームK」名義
- 10年桜
  - 桜色の空の下で
- 涙サプライズ!
- 言い訳Maybe
- RIVER
- 「桜の栞」に収録
  - Choose me! - 「チームYJ」名義
- ポニーテールとシュシュ
  - マジジョテッペンブルース
- ヘビーローテーション
  - ラッキーセブン
  - 野菜シスターズ - 「野菜シスターズ」名義
- Beginner
  - 君について - 「MINT」名義
- チャンスの順番
  - 予約したクリスマス
  - ラブ・ジャンプ - 「チームB」名義
- 桜の木になろう
  - キスまで100マイル - 「MINT」名義
- Everyday、カチューシャ
  - ヤンキーソウル
- フライングゲット
  - 青春と気づかないまま
  - 野菜占い - 「野菜シスターズ2011」名義
- 風は吹いている
- 上からマリコ
  - ノエルの夜
  - 呼び捨てファンタジー - 「チームB」名義
- GIVE ME FIVE!
- 真夏のSounds good !
- ギンガムチェック
- 「UZA」に収録
  - 孤独な星空 - 「Team A」名義
- 「永遠プレッシャー」に収録
  - 永遠より続くように - 「OKL48」名義
  - 私たちのReason
- 「So long !」に収録
  - Ruby - 「篠田TeamA」名義
- 「ラブラドール・レトリバー」に収録
  - 今日までのメロディー

AKBアイドリング!!!名義
- チューしようぜ!

スケバンGirls名義
- 「スケバンGirls ORIGINAL SOUND TRACK」
  - 突っ張る理由
  - 友よ 夜明けに待ち合わせよう

SKE48名義
- 「チキンLINE」に収録
  - 旅の途中 - 「宮澤佐江と仲間たち」名義

### アルバムCD選抜曲
- 『神曲たち』収録
  - Baby! Baby! Baby! Baby!
  - 君と虹と太陽と
- 『SET LIST〜グレイテストソングス〜完全盤』収録
  - Seventeen
  - あなたがいてくれたから
- 『ここにいたこと』収録
  - 少女たちよ
  - 恋愛サーカス - チームB名義
  - 人魚のバカンス
  - チームB推し
  - ここにいたこと
- 『1830m』収録
  - 恋愛総選挙
  - ノーカン - チームB名義
  - 青空よ 寂しくないか？
- 『次の足跡』収録
  - 強さと弱さの間で

### 劇場公演ユニット曲
チームK 1st Stage 「PARTYが始まるよ」
- 星の温度

チームA 2nd Stage「会いたかった」 - 2006年5月28日（前田敦子の代理）
- 嘆きのフィギュア

チームK 2nd Stage「青春ガールズ」
- 禁じられた2人
- ふしだらな夏

チームK 3rd Stage「脳内パラダイス」
- MARIA

ひまわり組 1st Stage「僕の太陽」
- アイドルなんて呼ばないで

ひまわり組 2nd Stage「夢を死なせるわけにいかない」
- となりのバナナ

チームK 4th Stage「最終ベルが鳴る」
- おしべとめしべと夜の蝶々

チームK 5th Stage「逆上がり」
- 抱きしめられたら

THEATRE G-ROSSO「夢を死なせるわけにいかない」公演
- となりのバナナ
※藤江れいな・高城亜樹・仲川遥香・岩佐美咲のスタンバイ。

チームB 5th Stage「シアターの女神」
- キャンディー
- 夜風の仕業
※柏木由紀のソロユニットアンダー

## 作品

### シングル
| 枚                                 | リリース日                         | タイトル                           | 最高 週間 順位                     | 販売形態                           | 規格品番                           | 備考                               |                                    |
| 日本クラウン（CROWN GOLDレーベル） | 日本クラウン（CROWN GOLDレーベル） | 日本クラウン（CROWN GOLDレーベル） | 日本クラウン（CROWN GOLDレーベル） | 日本クラウン（CROWN GOLDレーベル） | 日本クラウン（CROWN GOLDレーベル） | 日本クラウン（CROWN GOLDレーベル） | 日本クラウン（CROWN GOLDレーベル） |
| ---------------------------------- | ---------------------------------- | ---------------------------------- | ---------------------------------- | ---------------------------------- | ---------------------------------- | ---------------------------------- | ---------------------------------- |
| 1                                  | 2012年12月26日                     | まさか                             | 3位                                | CD+DVD CD                          | CRCP-10280 CRCP-10281 CRCP-10282   | Type-A Type-B Type-C               |                                    |
| 2                                  | 2013年5月8日                       | Mine                               | 5位                                | CD+DVD CD                          | CRCP-10291 CRCP-10292 CRCP-10293   | Type-A Type-B Type-C               |                                    |
| 3                                  | 2014年1月15日                      | キエタイクライ                     | 5位                                | CD+DVD CD                          | CRCP-10306 CRCP-10307 CRCP-10308   | Type-A Type-B Type-C               |                                    |
| 4                                  | 2014年9月17日                      | 今さらさら                         | 12位                               | CD+DVD CD                          | CRCP-10318 CRCP-10319 CRCP-10320   | Type-A Type-B Type-C               |                                    |

### アルバム
| 枚                     | リリース日             | タイトル               | 最高 週間 順位         | 販売形態               | 規格品番               | 備考                   |                        |
| キングレコードレーベル | キングレコードレーベル | キングレコードレーベル | キングレコードレーベル | キングレコードレーベル | キングレコードレーベル | キングレコードレーベル | キングレコードレーベル |
| ---------------------- | ---------------------- | ---------------------- | ---------------------- | ---------------------- | ---------------------- | ---------------------- | ---------------------- |
| 1                      | 2017年11月15日         | STAR-T!                | 25位                   | CD+DVD CD              | KIZC-430 KICS-3540     | Type-A Type-B          |                        |

### CD未収録曲
- サマーリップス - 「Summer Lips」名義

### 映像作品
- Private Princess 河西智美 〜とも〜みちゃんの夏休み〜（2009年10月、ホリプロ）

## タイアップ
| 楽曲 | タイアップ                                                    | 収録作品            | 備考 |
| ---- | ------------------------------------------------------------- | ------------------- | ---- |
| Mine | テレビ東京系ドラマ:『めしばな刑事タチバナ』エンディングテーマ | 2ndシングル「Mine」 |      |

## 出演

### 舞台
※主演の役名は太字
- アイランド〜かつてこの島で〜（2017年1月19日 - 22日、IMAホール） - ティ・モーン 役[30]
- ひめゆり（2017年7月13日 - 18日、シアター1010） - ふみ 役
- ぐりむの法則「『東京のぺいん』----over work----」（2017年12月6日 - 11日、CBGKシブゲキ!!） - 平優子 役[31]
- ミュージカル「サイト」（2018年3月8日 - 11日、IMAホール） - ひきこもりっこ 役[32]
- Super Eccentric Girls「華 〜女達よ、散り際までも美しく〜」（2018年4月23日 - 29日、紀伊國屋サザンシアター TAKASHIMAYA） - 北政所（おね） 役[33][34][35]
- ブロードウェイミュージカル『スペリング・ビー』（2018年5月23日 - 27日、六行会ホール） - オリーブ・オストロフスキー 役
- ブロードウェイミュージカル『ピーター・パン』 - ウェンディ 役
  - 2018年公演（2018年7月21日 - 8月1日、東京国際フォーラム ホールC / 8月12日、梅田芸術劇場 メインホール / 8月22日・23日、金沢歌劇座 / 8月25日・26日、御園座）[36]
  - 2019年公演（2019年7月21日 - 28日、彩の国さいたま芸術劇場 大ホール / 8月2日 - 5日、カルッツかわさき / 8月13日 - 15日、御園座 / 8月18日、梅田芸術劇場 メインホール / 8月24日・25日、オーバード・ホール）[37][38]
- 美少女戦士セーラームーン “Pretty Guardian Sailor Moon” THE SUPER LIVE - 月野うさぎ 役[39][40][41]
  - 東京プレビュー公演（2018年8月31日 - 9月9日、AiiA 2.5 Theater Tokyo）
  - パリ公演（2018年11月3日・4日、パレ・デ・コングレ・ド・パリ 大劇場）
  - ワシントン公演（2019年3月23日、ワーナーシアター）
  - ニューヨーク公演（2019年3月29日・30日、プレイステーションシアター）
- Super Eccentric Girls Vol.2「巫女ガール」（2019年2月20日 - 24日、CBGKシブゲキ!!）[42]
- アイランド～かつてこの島で～（2019年9月26日 - 29日、IMAホール） - ティ・モーン 役
- 脳内ポイズンベリー（2020年3月14日 - 29日、新国立劇場 中劇場） - あずみ 役[43][44][45][注 3]
- 丸美屋食品ミュージカル「アニー」（2021年8月7日、まつもと市民芸術館 主ホール / 14日・15日、東急シアターオーブ / 19日 - 22日、梅田芸術劇場 シアター・ドラマシティ / 27日 - 29日、愛知県芸術劇場 大ホール） - リリー・セントレジス 役[12]
- 舞台版「斬舞踊」（2021年11月28日・29日、オルタナティブシアター） - シュサ 役[46]
- 朗読劇「星と光の旅」（2021年7月3日・4日、R’sアートコート） - 星（セイ） 役[47]
- 「美少女戦士セーラームーン」30周年記念 Musical Festival -Chronicle-（2022年11月18日、品川プリンスホテル ステラボール）[48]
- マーダーミステリーシアター「殺意の代償」（2025年3月12日、品川プリンスホテル クラブeX） - 久保田真里 役[49]

### テレビドラマ
- 鉄道むすめ〜Girls be ambitious〜 第11話・第12話（2008年12月19日・26日、テレビ神奈川・KBS京都・サンテレビ / 21日・28日、三重テレビ / 22日・29日、テレビ埼玉 / 23日・30日、千葉テレビ） - 八木沢まい 役
- 金曜プレステージ「外科医 鳩村周五郎5 血塗られた挑戦状I」（2009年3月27日、フジテレビ） - 中里めぐみ 役[注 4]
- 仮面ライダーW（2009年10月18日 - 2010年8月29日、テレビ朝日） - エリザベス 役
- マジすか学園 （2010年1月8日 - 3月26日、テレビ東京） - 大歌舞伎 役
- マジすか学園2（2011年4月15日 - 6月17日、テレビ東京） - 大歌舞伎 役
- めしばな刑事タチバナ（2013年4月10日 - 7月3日、テレビ東京） - 村中 役[50]

### 映画
- 伝染歌（2007年8月25日、松竹） - 雲早明日香 役
- ICE〈劇場版〉（2008年11月29日、イーネット・フロンティア） - アオイ 役
- 仮面ライダーシリーズ(東映)- エリザベス 役
  - 仮面ライダー×仮面ライダー W&ディケイド MOVIE大戦2010（2009年12月）
  - 仮面ライダーW FOREVER AtoZ/運命のガイアメモリ（2010年8月7日）
  - 仮面ライダー×仮面ライダー オーズ&ダブル feat.スカル MOVIE大戦CORE（2010年12月18日）
- NECK（2010年8月21日、アスミック・エースエンタテインメント） - 真央 役

### 吹き替え
- リベンジSeason2 日本語吹き替え版 第8話（2013年5月11日、Dlife） -  ヴィクトリア・グレイソン〈マデリーン・ストウ〉 役[51]

### バラエティ
準レギュラー
- アッコにおまかせ!（TBS）

過去に出演した番組
- アニソ〜ンぷらす（2009年3月度ナレーション、テレビ東京）
- ライオンのごきげんよう（2012年4月26日・27日・30日、フジテレビ）
- battle for money 戦闘中（2012年5月19日、フジテレビ）
- コロッケぱらだいす ごきげん歌謡笑劇団（2012年8月25日・11月10日、NHK総合）
- run for money 逃走中（2012年10月7日、フジテレビ）
- いきなり!黄金伝説。（2012年10月18日 - 11月8日、テレビ朝日） - 「芸能人生活バトル1ヶ月1万円生活」企画に出演。
- 内村とザワつく夜（2014年5月27日、TBS）

### テレビアニメ
- 西洋骨董洋菓子店 〜アンティーク〜 第8話（2008年8月21日、フジテレビ） - 榊楓子 役[52]
- 天体戦士サンレッド（2008年10月 - 2009年3月、テレビ神奈川他） - 天井、おねえさん、さと子、メイドC、トモミ 役
- アラド戦記 〜スラップアップパーティー〜（2009年5月22日 - 9月25日、テレビ東京他） - カペッチョ 役
- 天体戦士サンレッド 第2期（2009年10月3日 - 2010年3月27日、tvk他） - 天井、おねえさん、カビラジェイ、リスラー 役
- デジモンクロスウォーズ（2010年9月14日 - 2011年3月1日（不定期出演）、テレビ朝日） - バステモン 役[53]
- デジモンクロスウォーズ 〜悪のデスジェネラルと七つの王国〜（2011年6月12日 - 2011年9月18日（不定期出演）、テレビ朝日） - バステモン 役

### OVA作品
- ICE（2007年5月25日・7月25日・9月25日、イーネット・フロンティア） - アオイ 役

### ラジオ
- AKB48 今夜は帰らない…（2008年4月5日 - 11月22日、CBCラジオ）
- 週刊!アニたま水曜日（第131回から始まった「鳥やまPOP研究所〜疾風伝」のみ担当）（2008年4月9日 - 2009年3月25日、ラジオ関西）
- ともとものヤギさん、おいで〜♪（2008年4月7日 - 2010年、TBS RADIO podcasting954） - ポッドキャスト専用番組
- リッスン? 〜Live 4 Life〜（2010年12月・2011年1月3日・8月21日・2013年1月1日、文化放送）
- 河西智美 お姉さんに聞きなさい!（2012年11月25日 - 2013年3月31日、ニッポン放送）

### CM
- KIRIN NUDA LEMON&TONIC（2008年3月 - 5月） - スッキリ3人娘 役
- 日清e-めんshop WEBキャンペーン（2009年10月）
- シェーンブルンコスメティクス（2011年 - ） - イメージキャラクター[54][55]
- ピーチジョン ハートブラ（2011年8月8日 - 11月）[56]
- ベルコ「Aya na ture」（2011年8月 - 2012年3月）

### ライブ
- 聖なる夜の贈りもの2013 in 赤レンガ（2013年12月18日、横浜赤レンガ倉庫1号館 3階ホール）
- 音霊 OTODAMA SEA STUDIO
  - 2013 (2013年8月12日、神奈川由比ガ浜)
  - 2014 (2014年8月22日、神奈川由比ガ浜)
  - 2015 (2015年7月19日、鎌倉由比ガ浜海岸）[57]
  - OTODAMA空FES 2015 ～冬、空に一番近い祭～（2015年11月23日、H.L.N.A SKYGARDEN 野外ステージ）[58]
  - 2017 (2017年7月27日、神奈川由比ガ浜）[59]
  - 2018 (2018年9月20日、神奈川三浦海岸）
  - 2019 (2019年6月9日、神奈川三浦海岸）[60]
  - GIRLS WAVE FES 2019 (2019年9月5日、神奈川三浦海岸)
- 河西智美LIVE
  - Chapter1（2014年6月28日、大阪 Shangri-La）
  - Chapter2（2014年7月25日、東京 代官山UNIT）
  - chapter3（2015年2月21日、愛知 ell.FITS ALL）
  - Chapter4（2015年2月22日、阿倍野ROCKTOWN）
  - Chapter5（2015年8月9日、渋谷Star lounge）
  - Chapter6（2015年10月17日、阿倍野）
  - Chapter7（2016年5月21日、渋谷チェルシーホテル）
- Tomomi Kasai Birthday Party （2014年11月15日、恵比寿ガーデンルーム）
- 河西智美 Birthday LIVE （2016年11月20日、渋谷CAMELOT）
- 河西智美 10th Anniversary SPECIAL LIVE （2017年3月4日、下北沢GARDEN）
- TOMOMI KASAI Birthday Party  （2017年11月23日、恵比寿ガーデンルーム）
- Tomomi Kasai Valentine Live 2019（2019年2月11日、目黒Blues Alley Japan）
- Tomomi Kasai Birthday Live 2019 （2019年11月16日、目黒Blues Alley Japan）

end more...

### イベント
- 夏ドキッ★りぼんっ子パーティー55 VOMICライブ『絶叫学級』（2010年7月30日、メルパルクホール東京）
- ♥サマーパーティー♥ホリプロ50周年記念!!及びBS-TBS開局10周年記念アイドル50人大集合!!（2010年8月24日、赤坂BLITZ）
- 浦和警察署一日署長（2010年12月1日）
- ヤマダ電機 家電フェア2013&大処分蚤の市 in パシフィコ横浜（2013年5月4日、パシフィコ横浜）
- GirlsAward 2013 Autumn／Winter（2013年9月28日、東京・代々木第一体育館）[61]
- アニメ・フェスティバル・アジア2014（2014年12月5日 - 7日、シンガポール）[62]
- AKIKO WADA 50th ANNIVERSARY「WADA fes ～断れなかった仲間達～」（2018年10月17日、日本武道館）
- 京都隨心院小野小町フェス 2018（2018年10月28日、隨心院）
- USAGI BIRTHDAY SPECIAL PARTY 2019（2019年6月30日、ラフォーレミュージアム原宿）

### ネット配信
- Private Princess 〜三人だけの夏休み〜（2007年11月1日 - 、ホリプロ制作）
- MIDTOWN TV 城咲仁と磯山さやかの極めみち（2007年11月6日 - 13日、GyaO）
- KIRIN NUDA Presents「KIRIN NUDA レモン&トニック」スッキリマンサイト（2008年3月25日 - 5月31日、第2日本テレビ） - スッキリ3人娘として出演
- AKB48 in HORIPRO（2008年4月1日 - 2009年3月30日、Yahoo!動画）

## 書籍

### 写真集
- 河西智美ファースト写真集『灼けた?』（2014年3月17日、講談社）ISBN 978-4063649499

### 雑誌連載
- EX大衆（2010年7月15日 - 、双葉社）
- mina（2010年9月20日 - 、主婦の友社） -「とも〜みズム」
- 「PJ」（2011年8月29日 - 、PEACH JOHN）
- FREECELL 特別号10 （2012年9月29日 - 、プレビジョン）
- 週刊ヤングマガジン（2012年12月3日 - 2013年、講談社） - 「河西プロジェクト密着チユウ♪」[63]

### カレンダー
- 板野友美・大島麻衣・河西智美（from AKB48）2008年カレンダー（2007年、ハゴロモ）
- 河西智美 2009年カレンダー（2008年10月18日、ハゴロモ）
- B.L.T. U-17 sizzlefulgirl Vol.10（2009年6月8日、東京ニュース通信社）
- 河西智美 2010年カレンダー（2009年10月14日、ハゴロモ）
- 河西智美 2011年カレンダー（2010年9月30日、ハゴロモ）
- 河西智美 2012年カレンダー（2011年11月19日、ハゴロモ）
- 河西智美 2012年TOKYOデートカレンダー（2011年11月29日、ハゴロモ）
- 河西智美 カレンダー2013年（2012年11月30日、ハゴロモ）
- 卓上 河西智美 カレンダー2013年（2012年12月7日、ハゴロモ）
- 河西智美 卓上カレンダー2018年（2017年11月15日、STAR-T!初回プレス分封入）

### 文庫
- ヴィヨンの妻（太宰治、2009年10月15日、ぶんか社） - 表紙・グラビア